# Cheilosia scutellata
Cheilosia scutellata là một loài ruồi trong họ Ruồi giả ong (Syrphidae). Loài này được Fallén mô tả khoa học đầu tiên năm 1817. Cheilosia scutellata phân bố ở vùng Cổ Bắc giới